# Gheorghe Tătărescu
Gheorghe I. Tătărescu (2 de novembre de 1886 – 28 de març de 1957) fou un polític romanès, dues vegades primer ministre del seu país (1934-1937 i 1939-1940), tres vegades ministre d'exteriors (interí en 1934 i 1938 i titular en 1945-1947) i ministre de defensa (1934). Representant de la facció anomenada "joves liberals" dins del Partit Nacional Liberal (PNL), Tătărescu va començar la seva carrera com a col·laborador d'Ion G. Duca, destacant pel seu anticomunisme i, més endavant, pel seu enfrontament amb el dirigent del partit Dinu Brătianu i el ministre d'exteriors Nicolae Titulescu. Durant el seu primer mandat va anar apropant-se a la posició del rei Carol II, desenvolupant una política ambigua cap a la formació feixista de la Guàrdia de Ferro i finalment exercint un paper crucial en l'establiment d'un règim autoritari i corporativista basat en el Front de Renaixement Nacional. En 1940 va acceptar l'ocupació soviètica de Bessaràbia i del nord de Bucovina per la qual va haver de dimitir.
En començar la Segona Guerra Mundial, Gheorghe Tătărescu va tractar de reunir a les forces polítiques oposades a la dictadura del mariscal Ion Antonescu i va buscar l'aliança amb el Partit Comunista Romanès (PCR). Expulsat en dues ocasions del PNL, en 1938 i en 1944, va crear la seva pròpia agrupació, el Partit Liberal Nacional-Tătărescu, que va participar en el govern de coalició de Petru Groza, controlat pels comunistes. En 1946 i 1947 va encapçalar la delegació romanesa en la Conferència de Pau de París. Després d'això, les seves relacions amb el partit comunista van empitjorar, perdent la direcció del partit i el lloc al govern en aparèixer com implicat en el Caso Tămădău. Després de la presa del poder pels comunistes va ser arrestat i empresonat com a presoner polític, cridat a declarar en el judici contra Lucreţiu Pătrăşcanu, morint poc després de ser alliberat.